# Taifa de Lisboa
| Reyes taifas de Lisboa                                                                                      |
| --- |
| Dinastía Banu Sabur (1022-1034) - Abd al-Aziz ibn Sabur (1022-1030?) - Abd al-Malik ibn Sabur (1030?-1034?) |

La Taifa de Lisboa (del árabe: طائفة لشبونة  Taa'ifatu Lishbunah) era un reino o taifa islámico de la Edad Media de Al-Ándalus ubicado en la península ibérica bajo dominio de los moros andaluces.
La taifa abarcó la región de Lisboa, la actual capital de Portugal, desde 1022 hasta 1034.

## Historia
El liberto Sabur al-Amirí fundó la Taifa de Badajoz, pero tras su muerte en 1022 fue sucedido en el poder por su ministro Abd Allah ibn Muhammad ibn Maslama como regente, pues Sabud sólo tenía dos hijos muy jóvenes: Abd al-Aziz y Abd al-Malik. Sin embargo, el regente expulsó a los jóvenes de la ciudad, quienes se atrincheraron en la actual Lisboa y derrotaron a un ejército que Maslama envió contra ellos. Después de morir Abd al-Aziz, los nobles de Lisboa pidieron ayuda para deponer a Abd al-Malik. Maslama envió otro ejército y depuso a su rival, quien murió exiliado en Córdoba. 
La taifa de Lisboa desapareció en 1034, cuando la taifa de Badajoz conquista Lishbuna (Lisboa). Permaneció en control de aftásidas hasta 1093, cuando el Reino de León tomó brevemente a Lishbuna. 
Los almorávides arrebataron a los cristianos el control de la ciudad en 1094 y la perdieron en 1141 junto con el resto de la península, cuando surge un segundo período de los reinos de Taifas.
Nuevamente la Taifa de Badajoz obtiene el control de la ciudad hasta 1147 cuando el Reino de Portugal asedió la ciudad entre julio y octubre, lo que marcó el final del control musulmán en el centro de Portugal.